# Isla de Taimir
La isla de Taimir (en ruso: Остров Таймыр Ostrov Taimyr) es una isla localizada en la costa Ártica de Siberia, en aguas del mar de Kara.
Administrativamente, la isla depende del krai de Krasnoyarsk de la Federación de Rusia.

## Geografía
Su longitud es de 36 km y su anchura media de unos 10 km. Esta isla está situada al oeste del golfo de Taimir en una zona de islotes frente a la costa occidental de la península de Taimir. El angosto estrecho entre la isla de Taimir y la costa siberiana se llama estrecho de Taimir (Proliv Taymyrskiy), y tiene una longitud de unos 25 km, con una anchura media de unos 3 km (apenas 1 km en su punto más estrecho).
Las costas de la isla de Taimir (y de algunas de sus grandes islas vecinas, como las islas Nansen, Bonevi y Pilota Majótkina), están profundamente hendidas, con muchas ensenadas muy retorcidas. Los estrechos entre esta isla y las islas vecinas son también algo laberínticos. Geológicamente, todas estas islas costeras son una continuación del archipiélago Nordenskiöld, que se encuentra más al norte.
El mar que rodea la isla de Taimir está cubierto de hielo con algunas polinias durante los largos y amargos inviernos y hay muchos témpanos de hielo incluso en el verano.
Es parte de la Gran Reserva Natural del Ártico, la reserva natural más grande de Rusia y una de los más grandes del mundo.

## Historia
En octubre de 1900, durante la fatídica última expedición de Baron von Eduard Toll, el cuartel de invierno para el buque Zaryá se realizó en la isla Nablyudeniy, construyéndose allí una estación científica. La isla Nablyudeniy es una pequeña isla granítica localizada al suroeste de la isla de Taimir, situada en una bahía que el barón Toll llamó bahía de Colin Archer (Bujta Kolin Árchera), en honor al ingeniero naval del astillero donde había sido construido el Zaryá.
En algunos mapas, la isla de Taimir se denomina simplemente como Taymyra. Esta isla no debe confundirse con la isla Maly Taymyr, situada en el mar de Láptev, frente a la costa sureste de Tierra del Norte (Sévernaya Zemliá).